# 門川デジタルテレビ中継局
門川デジタルテレビ中継局（かどがわデジタルテレビちゅうけいきょく）は、宮崎県東臼杵郡門川町にあるデジタルテレビ中継局である。

## 概要
門川町のJR日豊本線門川駅周辺の一部地域を主な放送区域としている。

## 放送設備

### 所在地
- 宮崎県東臼杵郡門川町城ケ丘（城山団地側）

### 地上デジタルテレビ放送
| ID | 放送局名      | 放送局名      | 物理チャンネル | 空中線電力 | ERP  | 放送対象地域 | 放送区域内世帯数 |
| -- | ------------- | ------------- | -------------- | ---------- | ---- | ------------ | ---------------- |
| 1  | NHK宮崎       | 総合          | 32ch           | 10mW       | 40mW | 宮崎県       | 1,082世帯        |
| 2  | NHK宮崎       | Eテレ         | 31ch           | 10mW       | 40mW | 全国         | 1,082世帯        |
| 3  | UMKテレビ宮崎 | UMKテレビ宮崎 | 34ch           | 10mW       | 40mW | 宮崎県       | 1,082世帯        |
| 6  | MRT宮崎放送   | MRT宮崎放送   | 33ch           | 10mW       | 40mW | 宮崎県       | 1,082世帯        |

#### 補足
- 2010年6月30日予備免許交付、同7月15日試験放送開始、同8月20日本放送開始[2]。
- 実効輻射電力（ERP）：NHK総合・Eテレ、UMKテレビ宮崎、MRT宮崎放送いずれも40mWである[3][4][5][6]。